# Mairena del Alcor
Mairena del Alcor là một đô thị ở tỉnh Sevilla, Tây Ban Nha. Theo điều tra dân số năm 2007, đô thị này có dân số 18.710 người.